# Sverre Rotevatn
Sverre Solaas Rotevatn (Lillehammer, 17 de enero de 1977) es un deportista noruego que compitió en esquí en la modalidad de combinada nórdica.
Ganó una medalla de oro en el Campeonato Mundial de Esquí Nórdico de 2001, en la prueba por equipo. Participó en los Juegos Olímpicos de Salt Lake City 2002, ocupando el quinto lugar en la misma prueba.

## Palmarés internacional
| Campeonato Mundial | Campeonato Mundial | Campeonato Mundial | Campeonato Mundial       |
| Año                | Lugar              | Medalla            | Prueba                   |
| ------------------ | ------------------ | ------------------ | ------------------------ |
| 2001               | Lahti (Finlandia)  | Medalla de oro     | TN + 4 × 5 km por equipo |